# Лардон, Вилли
Вилли Лардон (нем. Willy Lardon, 1916—1992) — швейцарский борец вольного стиля, призёр чемпионата Европы.

## Биография
Родился в 1916 году в Берне. В 1937 году стал серебряным призёром чемпионата Европы, в 1946 году повторил этот результат. В 1948 году принял участие в Олимпийских играх в Лондоне, но неудачно. В 1952 году принял участие в Олимпийских играх в Хельсинки, но вновь не завоевал медалей.